# 에노시마 신사

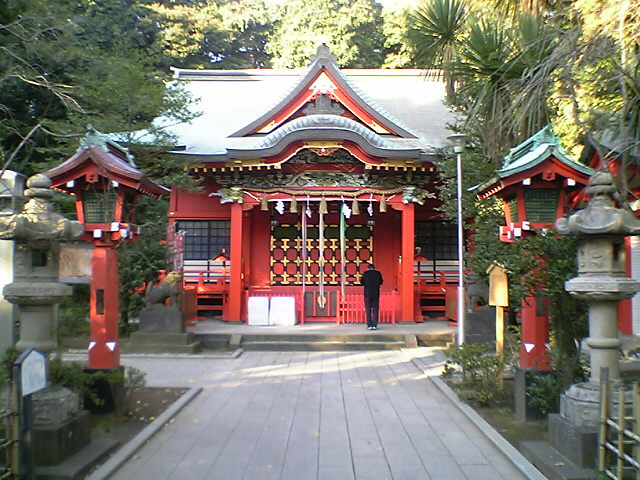
에노시마 신사

에노시마 신사(일본어: 江島神社 에노시마진자[*])는 일본 가나가와현 후지사와시 에노섬에 있는 신사이다. 벤자이텐을 모신다.
긴메이 천황 시기인 552년에 에노시마의 남쪽 동굴에 궁전을 지어 건립되었다고 전해진다.